# Dinastia Trần
A dinastia Trần (Nhà Trần, 陳朝, Trần triều, chinês tradicional: 陳朝, chinês simplificado: 陈朝, pinyin: Chén Cháo) foi uma dinastia reinante no Vietnã (então conhecido como Đại Việt) entre 1225 e 1400. A dinastia foi fundada quando o imperador Trần Thái Tông subiu ao trono após seu tio Trần Thủ Độ orquestrar a derrubada da dinastia Lý. A dinastia governou por um total de 175 anos, até o imperador Thiếu Đế, então com cinco anos de idade, ser forçado a abdicar do trono em favor de seu avô materno Hồ Quy Ly. Entre outras coisas, a dinastia Trần foi notável por derrotar três invasões mongóis, principalmente na decisiva Batalha de Bạch Đằng, em 1288.